# Dean Henderson
Dean Bradley Henderson, född 12 mars 1997, är en engelsk fotbollsmålvakt som spelar för Crystal Palace.

## Karriär
I juni 2018 förlängde Henderson sitt kontrakt i Manchester United med två år. Under samma månad lånades han ut till Championship-klubben Sheffield United på ett låneavtal över säsongen 2018/2019. Sheffield United blev under säsongen uppflyttade till Premier League för första gången sedan 2007. Under säsongen höll han flest nollor av samtliga målvakter i serien samt blev utsedd till "Årets unga spelare i Sheffield United".
Den 25 juli 2019 förlängde Henderson sitt kontrakt i Manchester United fram till juni 2022 och lånades samtidigt på nytt ut till Sheffield United. Den 10 augusti 2019 gjorde han sin Premier League-debut i en 1–1-match mot Bournemouth.
Inför säsongen 2020/2021 återvände Dean Henderson till Manchester United. I sin första match, sedan återkomsten, så lyckades han hålla nollan i 3-0-vinsten mot Luton Town i Carabao Cup. Den 2 juli 2022 lånades Henderson ut till Nottingham Forest på ett låneavtal över säsongen 2022/2023.
Den 31 augusti 2023 värvades Henderson av Crystal Palace, där han skrev på ett femårskontrakt.